# Comté de Ribagorce
872–1045
Entités précédentes :
- Comté de Toulouse

Entités suivantes :
- Royaume d'Aragon

Le comté de Ribagorce était l'un des anciens comtés pyrénéens formés au Moyen Âge au début de la Reconquista. Il était limité par la haute vallée de l'Ésera à l'ouest, son principal affluent l'Isabena, et par la Noguera Ribagorzana à l'est. Son histoire est liée au comté, puis royaume d'Aragon, auquel il fut définitivement rattaché à partir du XIe siècle.
Les limites de ce comté correspondent aujourd'hui à l'actuelle comarque aragonaise de Ribagorce.

## Histoire
Dans le cadre de la conquête franque au sud des Pyrénées menée par Charlemagne, le comte de Toulouse occupa le Pallars et la Ribagore et les a incorporé comme pagi dans son comté. En 833, Aznar Galindo, comte d'Urgel et de Cerdagne, s'empara de ces pagi, les éloignant ainsi du domaine toulousain. Ces territoires sont repris en 844 par le comte de Toulouse.
En 872, le comté de Toulouse connut une crise de pouvoir. Dans ce contexte un seigneur local de Pallars et Ribagore, Raymond, profita de l'occasion pour rendre ces territoires au Sud des Pyrénées indépendants et créer sa propre dynastie comtale.
À la mort de Raymond Ier de Pallars-Ribagorce en 920, ses domaines furent partagés en deux entre ses fils, la Ribagorce d'une part et le Pallars de l'autre. À la mort du comte de Ribagorce Guillaume Isarn fin 1017 ou début 1018, son territoire rapidement occupé et intégré au royaume de Navarre, qui se détacha implicitement de la lointaine suzeraineté française.
A la mort en 1035 de Sanche III roi de Navarre, le royaume est divisé entre ses successeurs, outre la Navarre, chacune des autres entités est élevée au rang de royaume :  Castille, Aragon, Ribagorce. 

### Rattachement au royaume d'Aragon
En conflit avec son frère Garcia V, Gonzalve Ier, roi de Sobrarbe et de Ribagorce, fut battu lors de la bataille de Tafalla en 1043. Il fut finalement assassiné 26 juin 1045 par un chevalier nommé Raymond de Gascogne. Le royaume de Ribagorce fut alors incorporé dans le royaume d'Aragon.